# État islamique en Libye
L’État islamique en Libye constitue l'une des branches de cette organisation armée terroriste islamiste, d'idéologie salafiste djihadiste et originellement formée en Irak et en Syrie.
Sa formation remonte au 4 avril 2014 sous le nom de Majilis Choura Chabab al-Islam (en arabe : مجلس الشورى الشباب الإسلام, « Al-Majilis ach-Choura ach-Chabab al-Islam », Conseil consultatif de la jeunesse islamique), peu avant le début de la deuxième guerre civile libyenne, conflit qui a profondément déstabilisé ce pays d'Afrique du Nord. Le 3 octobre 2014, ce groupe fait allégeance à l'État islamique.
À partir de cette date, il revendique trois provinces couvrant l'ensemble du pays : la province de Cyrénaïque (Wilayat Barca), la province du Fezzan (Wilayat Fezzan) et la province de Tripolitaine (Wilayat Tarabulus). Dans les faits, le groupe est essentiellement présent dans la ville de Syrte où il ne contrôle plus que quelques quartiers en bord de mer. Il a été chassé en juin 2015 de Derna où il avait tenté de s'implanter.
Plusieurs groupes ayant fait allégeance à l'État islamique sont actifs dans le monde musulman en dehors de l'implantation principale du groupe en Irak et en Syrie. Cependant la branche libyenne revêt pour cette organisation une importance unique comme le démontre l'intensité des contacts entre le centre de Daech au Moyen-Orient et la filiale libyenne.

## Histoire

### Création

En gris, la zone d'extension maximale de l'État islamique en Libye en juin 2016.

Le Majilis Choura Chabab al-Islam (MCCI) est créé le 4 avril 2014, au lendemain de la première guerre civile libyenne, par des djihadistes libyens de retour de Syrie où ils étaient regroupés au sein de la brigade Al-Battar crée en 2012 pour soutenir l'État islamique. Le 3 octobre, le groupe libyen prête allégeance à l'État islamique et en fait l'annonce le 31 octobre. Ce serment d'allégeance est accepté par Abou Bakr al-Baghdadi dans un communiqué rendu public le 13 novembre,.

### Expansion à Derna
En 2014, le MCCI prend progressivement le contrôle d'une partie de la ville de Derna. La zone de Derna devient alors le premier territoire contrôlé par l'État islamique hors d'Irak et de Syrie. Le MCCI y dispose d'une mosquée, d'un tribunal islamique et d'une police. Cependant un autre groupe djihadiste, le Majlis Choura al-Mujahidin, occupe également une partie de la ville. L'EI a compté jusqu'à 1100 combattants dans la ville.

### Emprise sur Syrte et sa région

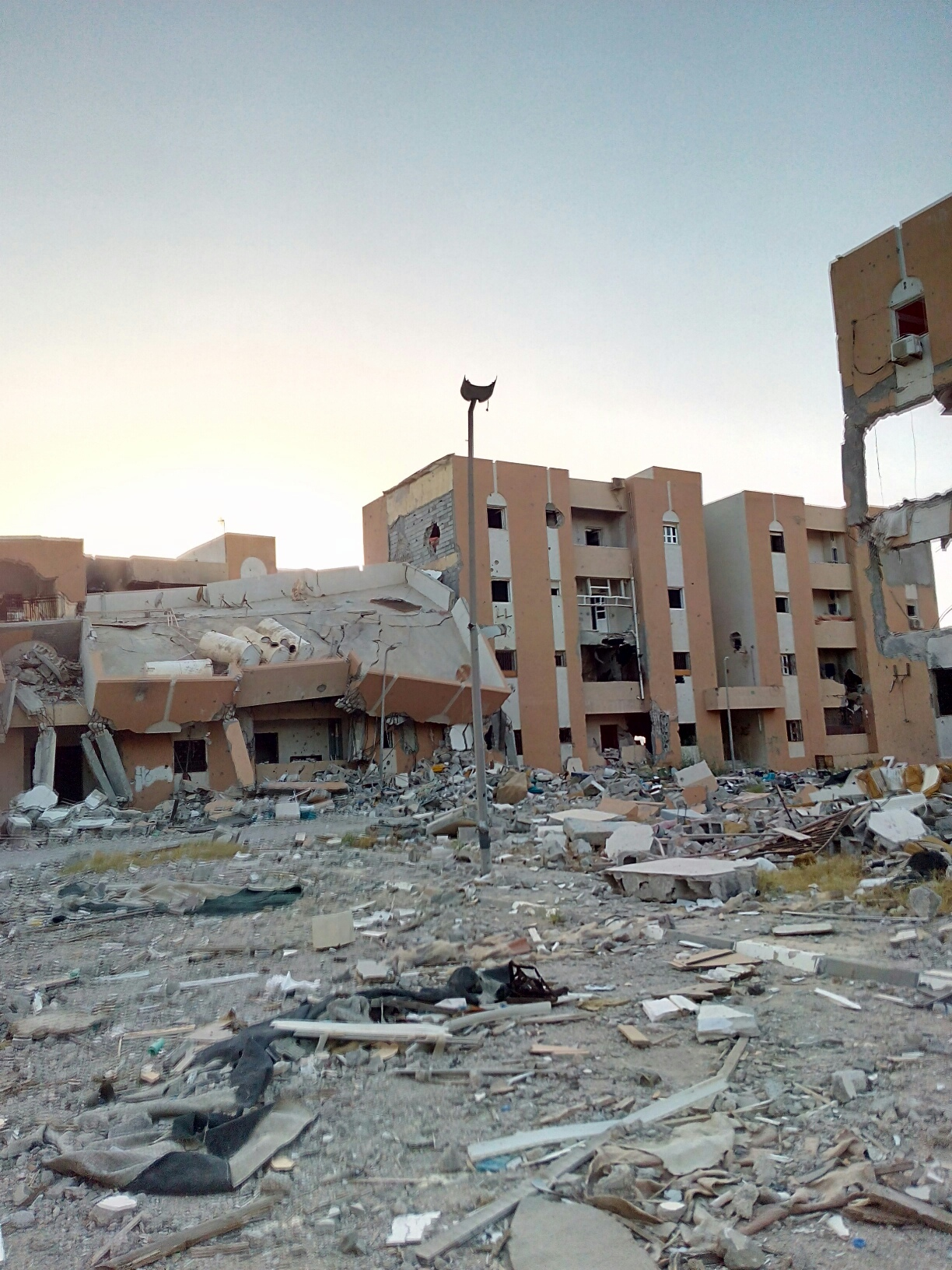
Immeubles détruits à Syrte (2017).

La ville de Syrte, berceau du clan Kadhafi est restée loyale au dictateur libyen pendant toute la durée de la guerre civile. Dernier bastion du régime, elle subit d'intenses dommages lorsqu'elle est assiégée en septembre 2011, bataille au cours de laquelle Kadhafi trouve la mort. En raison de cette fidélité au régime, la ville est mise à l'écart après la guerre et perd de son influence. Les djihadistes profitent de cette situation pour s'implanter dans la cité. Ansar al-Charia y implante une cellule et, après la proclamation du califat par Daech en juin 2014, un petit nombre de combattants étrangers liés à l'organisation gagne Syrte.
L'EI prend Syrte aux forces du Bouclier de la Libye, une milice islamiste, en février 2015. L'organisation officialise sa présence en organisant un défilé de véhicules aux couleurs de l'EI et en déclarant que la cité fait désormais partie du califat. Le groupe local d'Ansar al-Charia se divise sur la position à adopter face à l'EI et la majorité de ses membres prête allégeance au « calife »,. L'EI parvient à faire de nombreux émules dans la population locale discriminée en raison de sa fidélité au régime Kadhafi. Ceci permet à l'organisation de renforcer son contrôle sur Syrte. Certains habitants voient là l'occasion de prendre une revanche sur Misrata la grande cité voisine située à 250 km à l'ouest dont les milices ont constitué l'un des fers de lance de la rébellion anti-Kadhafi.
L'expansion de l'État islamique se poursuit ensuite en tache d'huile autour de Syrte. En février 2015, une colonne de 40 véhicules du groupe rentre dans la bourgade voisine de Nofaliya qui tombe aux mains de l'EI. Nofaliya est brièvement reprise par les forces du Congrès général national le 19 mars 2015 mais l'EI parvient à en reprendre le contrôle,. En mai 2015, les troupes de l'EI à Syrte montent une nouvelle offensive, elles s'emparent de la base aérienne de Ghardabiya (en) et d'autres infrastructures dont des centrales électriques et certaines installations de la Grande Rivière Artificielle, un projet d'irrigation pharaonique de l'ère Kadhafi,,. Quelques jours plus tard, le groupe revendique un attentat suicide faisant cinq morts et huit blessés dans la ville portuaire de Misrata dont les milices ont attaqué les forces de l'EI. En juin 2015, les forces de l'EI prennent le contrôle d'Harawa, à 46 km à l'est de Syrte.

### Retrait de Derna
Tandis que l'EI accroit son extension autour de Syrte, le groupe connait des revers à Derna. Le 10 juin 2015, l'émir de la brigade des martyrs d'Abu Salim et son numéro 2 y sont assassinés par les hommes de l'État islamique. Des combats s'engagent alors dans la ville entre l'EI et le Conseil des moudjahidines de Derna, une coalition de groupes djihadistes rivaux fondée par Abu Salim et proche d'Al-Qaïda. Après 10 jours d'affrontements et plusieurs dizaines de morts, l'EI est chassé du centre de Derna,. Le 11 juillet, le groupe reconnaît ses revers. Quelques jours plus tard, un chef de l'EI aurait été pendu sur la place publique à Derna. Après avoir contrôlé la ville pendant huit mois, l'EI doit donc se replier mais le groupe reste actif dans la zone de Fatayeh, à proximité de Derna et des combats continuent de l'y opposer avec les forces djihadistes établies dans la cité.
En août 2015, un autre soulèvement contre l'EI éclate à Syrte. Plusieurs groupes de résidents se coordonnent pour attaquer les troupes de l'organisation. Cependant, l'EI parvient à mater rapidement la révolte en faisant appel à des renforts stationnés à Nofaliya, à 150 kilomètres à l'est de Syrte. La répression fait de plusieurs dizaines à plusieurs centaines de morts selon les sources.

### Offensive vers le croissant pétrolier
Le 4 janvier 2016, l'État islamique lance une offensive à l'est de Syrte. Les djihadistes s'emparent de Ben Jawad et attaquent ensuite des terminaux pétroliers à Ras Lanouf, Marsa El Brega et al-Sedra. Début janvier, l'EI reçoit également l'allégeance de combattants à Ajdabiya,.
Le 10 janvier, Daech lance une attaque maritime contre le port pétrolier de Zuetina (en) avec 3 embarcations. Les Gardes des Installations Pétrolières (GIP) ayant été avertis à l'avance, ils sont préparés à repousser l'attaque. Ils endommagent sérieusement l'un des bateaux, encore au large, forçant ainsi les deux autres à battre en retraite pour remorquer le vaisseau endommagé. Les GIP parviennent ainsi à repousser l'assaut sans subir la moindre perte.

### Offensive anti-EI
Le 12 mai 2016, une vaste offensive anti-EI est lancée par les forces libyennes fidèles au gouvernement d'union nationale (GNA). Dès lors, et en l’espace d’un mois, l'EI voit son territoire se rétracter significativement.
Le 11 juin 2016, le port de la ville de Syrte est repris par les forces progouvernementales libyennes, un important lieu stratégique. Les forces progouvernementales encerclent maintenant les jihadistes dans un secteur de 5 km2 entre le centre et le nord de la ville.
Le 5 décembre 2016, l'EI est finalement vaincue à Syrte après six mois de combats.
Après leur défaite à Syrte, les djihadistes de l'État islamique — dont les forces sont estimées entre quelques centaines et 3 000 hommes — se dispersent dans le territoire libyen, mais une bonne partie d'entre-eux se rassemblent dans le sud-ouest du pays, dans la région d'Oubari, alors théâtre d'un conflit entre les Touaregs et les Toubous,.

### Activité du groupe 2016-2018
Peu après la défaite de Syrte, l'État islamique revendique  l'attentat de Manchester, l'attaque perpétré par un djihadiste Libyen, formée par l'État islamique en Libye avant de rejoindre l'Europe.
Les djihadistes ont fait sortir de Syrte, au moins, une centaine de combattants aguerris. Les djihadistes s'implante au sud de Syrte, et dans le nord du Fezzan. Les djihadistes revendique leur première attaque le 23 août.
Le 28 août 2017, Amaq diffuse une vidéo, montrant des djihadistes tenant un checkpoint au sud de Syrte, vers Al-Juffrah. Dans ce document, Sahayat Majri, un avocat et ancien vice-président de la haute commission électorale nationale libyenne, appelle à l'aide.
Le 24 septembre 2017, l'État islamique diffuse une première vidéo longue de la wilayat Barqah. Première vidéo depuis la chute de Syrte qui résume l'activité récente du groupe.
Les Américains frappent un camp du groupe, près de Syrte, 17 combattants sont tués. En réponse, l'État islamique attaque le complexe judiciaire de Misrata le 4 octobre 2017,.
En 2018, les attaques de l'État islamique s'intensifient, preuve que le groupe a terminé sa réorganisation après la chute de Syrte. Le nombre de combattants est alors estimé à 800 hommes.
Le 2 mai 2018, deux hommes équipés de ceintures explosives attaquent la haute commission électorale nationale libyenne, l'attaque fait 14 morts et 50 blessés, dont deux officiers de police.
Le 4 juillet 2018, l'État islamique met en ligne une nouvelle vidéo longue de plus de 26 minutes dans la wilayat al-Barqah. Peu après l'EI diffuse plus de 200 noms de membres de la coalition al-Bunyan al-Marsous, cibles potentielles pour des assassinats ciblés.
Le 10 septembre 2018, quatre assaillants s'en prennent au bâtiment de la National Oil Corporation à Tripoli, plusieurs personnes tués, l'attentat est condamnée par la France.
Le 26 décembre 2018, l'État islamique prend d'assaut le quartier général du Ministère des affaires étrangères à Tripoli. Trois personnes dont un diplomate sont tuées, plus de 21 personnes sont blessées dont plusieurs grièvement.
Soutenu par des tribus arabes locales, l'État islamique contrôle des points d'accès pour les migrants arrivant en Libye sur leur chemin vers l'Europe. Cela facilite le recrutement de combattants étrangers.
L'EI reste non seulement présent dans le Fezzan, mais aussi dans le désert autour de Syrte, vers Bani Walid et le Wadi Zamzam. Bani Walid est le secteur des Warfalla, une des plus importantes tribus libyennes, qui soutient l'organisation djihadiste.

## Effectifs
En mars 2015, le Département d'État des États-Unis, estime que l'État islamique compte entre  1 000 et 3 000 combattants en Libye. Un rapport de l'ONU daté de novembre 2015 estime que les forces de l'État islamique comptent entre  2 000 et 3 000 hommes en Libye, dont 1 500 concentrés dans la zone de Syrte. Le 7 avril 2016, le général David M. Rodriguez, commandant des forces américaines en Afrique, déclare que l'EI compte désormais  4 000 à 6 000 hommes en Libye.
La direction de la branche libyenne de l'État islamique est dominée par des émissaires étrangers, du Golfe et d'Iraq, envoyés sur place par la maison mère. Parmi les combattants du groupe, on compte aussi un nombre significatif d'étrangers, surtout venus d'Afrique et notamment des Soudanais, Tunisiens, Algériens, Égyptiens, Maliens, Marocains et des Mauritaniens. La présence de djihadistes européens à Syrte a été rapportée mais reste à confirmer. En novembre 2015, deux Français souhaitant rejoindre l'EI en Libye ont été arrêtés à la frontière tunisienne.
Selon un rapport de l'Institut de Washington pour la politique au Proche-Orient publié en janvier 2018, les Tunisiens ont formé la très grande majorité des combattants étrangers de l'État islamique en Libye avec 1 500 combattants. Selon le rapport, 300 Marocains, 130 Algériens, 112 Égyptiens et 100 Soudanais ont également rallié l'EI, de même que 900 hommes venus d'Afrique subsaharienne, majoritairement en provenance du Sénégal, du Ghana, du Mali, du Niger, et du Tchad. Il y aurait eu également 66 Français dans les rangs du groupe djihadiste.
Le 13 août 2018, un rapport de l'ONU estime que l'État islamique compte encore 3 000 à 4 000 hommes en Libye. Fin 2018, un rapport de l'Africom donne une estimation plus faible avec 400 à 700 combattants.

## Commandement
En novembre 2014, Abou Nabil al-Anbari — surnommé « Wissam Najm Abd Zayd al Zubaydi » et peut-être également « Abu al-Mughirah al-Qahtani » — arrive d'Irak pour prendre la tête de la branche libyenne de l'État islamique. Il est tué près de Derna la nuit du 13 au 14 novembre 2015 par une frappe aérienne américaine,. Il est remplacé par un autre Irakien, Abou Ali al-Anbari, qui se rend en Libye, par bateau depuis la Syrie, et arrive à Syrte en novembre 2015,,. Il retourne ensuite en Syrie et en Irak. En 2016, les États-Unis le tuent lors d'un raid aérien,.
Parmi les autres chefs figurent : Tourki Moubarak al-Binali, dit « Abou Soufian », Abu Abdellah al-Ouerfalli, Abou Mohamed Sefaxi et Abou Talha al-Libi.

## Ressources
L'EI en Libye ne contrôle pour le moment pas de ressources pétrolières.

## Massacres et attentats
Outre ses opérations de nature plus directement militaire visant à s'assurer le contrôle de certaines zones du territoire libyen, l'organisation État islamique a aussi commis un certain nombre de massacres et d'assassinats, y compris dans des zones qu'elle ne contrôle pas. Certains de ces actes ont eu un grand retentissement médiatique et ont fait l'objet de vidéos de propagande.
- Le 11 novembre 2014, le MCCI décapite trois jeunes activistes pour avoir relayé des informations sur les réseaux sociaux. Deux jours plus tard, il diffuse la vidéo de la décapitation d'un jeune soldat de l'armée libyenne[54].
- Le 8 janvier 2015, l'État islamique en Libye revendique l'exécution de deux journalistes tunisiens ; Sofiène Chourabi et Nadhir Guetari[55].
- Le 12 janvier 2015, l'État islamique en Libye annonce détenir 21 « chrétiens croisés », probablement des coptes égyptiens, qui auraient été capturés dans le district de Tripoli ou à Syrte[56]. Le 15 février, l'État islamique annonce leur exécution par décapitation[57],[58]. Ce massacre provoque la fuite hors de Libye de 25 529 Égyptiens en douze jours[59]. Ces 21 décapités sont connus sous le nom de "Martyrs coptes de Libye".
- Le 27 janvier 2015, neuf personnes dont cinq étrangers sont tuées dans un assaut de plusieurs heures lancé contre un hôtel de Tripoli en Libye par des hommes armés qui finissent par se faire exploser. La branche libyenne de l'État islamique revendique rapidement l'attentat[60].
- Le 20 février 2015, le groupe mène une attaque à Gubba, en Cyrénaïque contre une station service, un commissariat et le domicile d'un parlementaire libyen. Quarante personnes trouvent la mort dont six Égyptiens. L'EI déclare qu'il s'agit d'une opération de représailles après des bombardements égyptiens le 16 février[61].
- Le 19 avril 2015, l'État islamique présente une vidéo adressant un message aux chrétiens d'Orient et d'Afrique pour les sommer d'accepter le statut de dhimmi : « l'État islamique va s'étendre et arriver jusqu'à vous (…), celui qui embrassera l'islam ou payera la djizîa vivra en sécurité. Quant aux autres, les hommes seront tués ; les femmes rendues en esclavage et les biens seront confisqués ». La vidéo se termine par l'exécution de vingt-huit chrétiens éthiopiens en Libye, douze égorgés au bord d'une plage en Cyrénaïque et seize fusillés à bout portant dans une zone désertique du Fezzan[62],[63],[64].
- Le 7 janvier 2016, un kamikaze de l'État islamique fait exploser un camion piégé dans un centre d'entrainement de la police à Zliten en Tripolitaine. L'attaque fait plus de 60 morts et 200 blessés[65],[66],[67],[68]. il s'agit de l'attentat le plus meurtrier en Libye depuis la chute de Kadhafi.
- Selon Human Rights Watch, 49 personnes sont exécutés par l'État islamique à Syrte entre février 2015 et mai 2016[69].

## Annexe

### Documentaires
- Daech, dans le cerveau du monstre, réalisé par Kamal Redouani, 2018.